# Грайяр, Франсуа

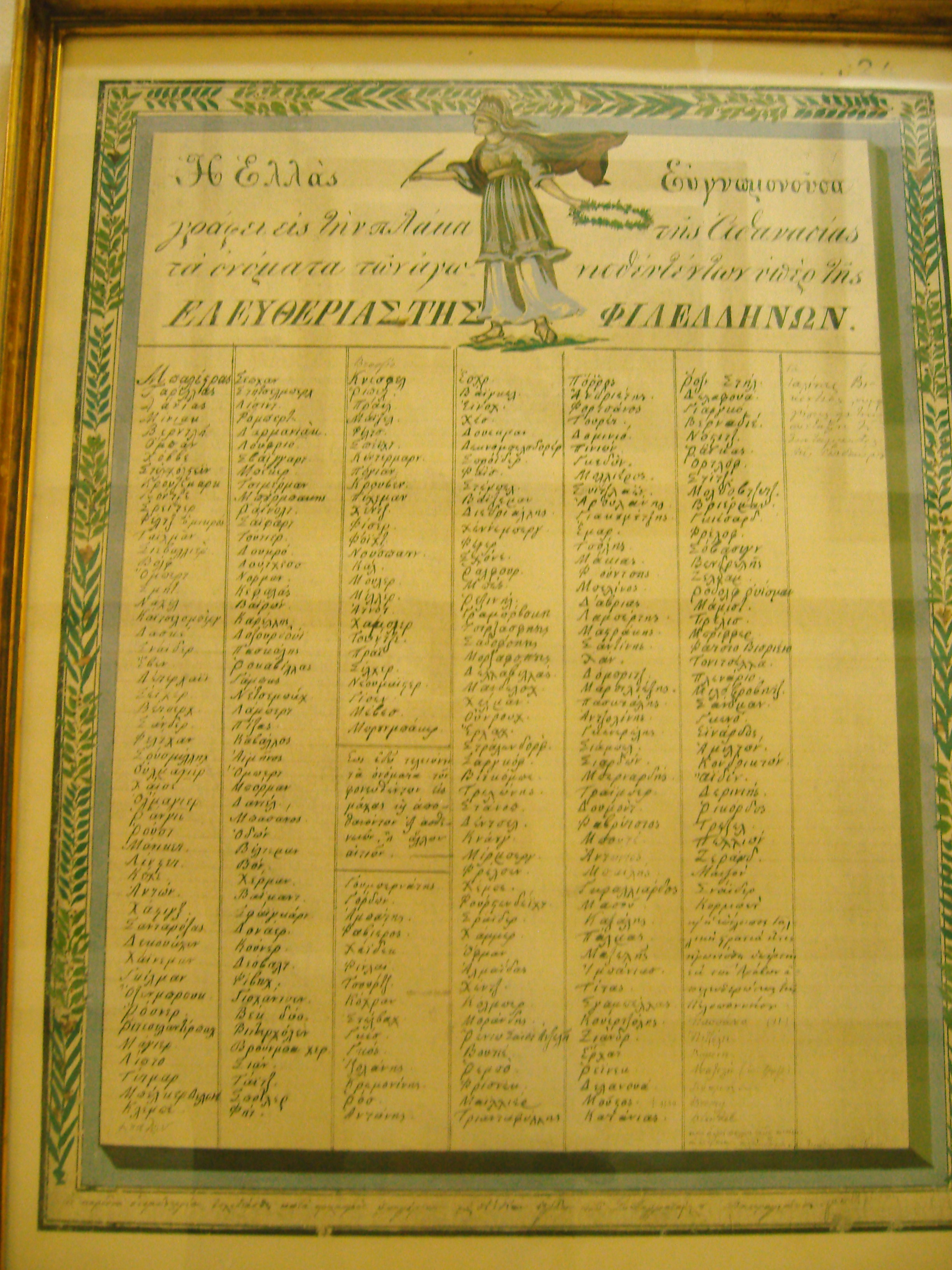
Благодарная Греция — Список филэллинов — участников Освободительной войны Греции; Национальный исторический музей Греции. Имя Грайяра в предпоследней колонке справа

Франсуа Грайяр (греч. François Graillard; 23 августа 1792, Дижон — 9 мая 1863, Кифисья), в Греции именовался Франгискос Граяр (греч.  Φραγκίσκος Γκραγιάρ) а также Граллиардос, Граллер, Грайлардос, Греллардос (Γραλλιάρδος, Γραλλέρ, Γραϊλλάρδος, Γραιλλάρδος) — французский офицер, участник Наполеоновских войн и Освободительной войны Греции (1821—1829):В-212, впоследствии офицер армии Греческого королевства, организатор и первый командующий Греческой жандармерии, генерал-майор.

## Молодость
Родился 23 августа 1792 года в городе Дижон, в семье артиллерийского полковника французской армии и любимца Наполеона. Единственный ребёнок в семье.
Отец, располагая достаточными финансами и видя склонность сына к наукам и литературе, предоставил ему редкое для той эпохи образование.
Некоторые греческие исследователи (в частности Х. Димакопулу) пишут, что он окончил военное училище в Париже.
По завершении учёбы и в возрасте 20 лет 15 мая 1812 года вступил в Национальную гвардию и принял участие Наполеоновских войнах.
Через 2 месяца получил звание капрала, а ещё через три месяца звание сержанта.
В начале 1813 года был повышен в звание адъютант, а 29 сентября 1813 года младшего лейтенанта.
Принял участие в кампаниях против Голландии, Австрии и Пруссии и получил звание капитана.
В сражении под Лейпцигом был тяжело ранен и взят в плен русскими.
Вылечившись бежал из плена, вернулся во французскую армию (1814) и воевал до окончательного падения Наполеона.
В том же 1814 году умер его отец, оставив ему значительное состояние.
Последовал период гонений Граяра. Он был изгнан из армии и заключён в тюрьму как сторонник революции, восстановлен в правах и демобилизован дважды до 1820 года.
Гонения убедили его что у него нет будущего во французской армии.
Его приверженность идеалам Французской революции и идеи более гуманной жизни в более справедливом мире стали предпосылками его решения оставить свою Родину и отправиться в восставшую Грецию.
Он был в первой группе французских филэллинов, прибывших в Грецию 8/20 ноября 1821 года и высадившихся в городе Каламата.
Он принял участие в осаде и взятии крепостей Нафплиона и Коринфа.
Принял участие в походе в Эпир, который в возглавил политик А. Маврокордатос.
В решающем сражении при Пета, командующий Маврокордатос предпочёл находиться вдали от поля сражения, которое закончилось разгромом повстанцев и филэллинов.
Сам Граяр был ранен и чуть было не попал в плен.
В числе выживших повстанцев и филэллинов отступил на юг и вступил в город Месолонгион, приняв участие в первой обороне города.
После безуспешного приступа города турки ретировались. Он отличился в их стремительном преследовании повстанцами в направлении города Агринион и реки Ахелоос.
Здесь, в русле реки Ахелоос он был ранен второй раз в течение двух месяцев и чуть было не подвергся ампутации левой ноги.
А. Маврокордатос откомандировал его в звании капитана в штаб Д. Ипсиланти.
Поражение при Пета, трагический исход которого он пережил, убедило его что политики не должны вмешиваться в военные вопросы и что подготовка ими военных операций могла иметь катастрофические последствия для восставших, а характерную для греков междоусобицу следовало избежать любой ценой
По этой причине в греческой междоусобице, там где это зависело от него, он стал союзником военных, будучи твёрдо уверенным, что пока длится война, (греческий) народ доверяет только своим естественным вождям — военачальникам.
Граяр считал что только военные могут привести восстание к окончательной победе.
Он связался тесной дружбой с видными греческими военачальниками и прежде всего с Т. Колокотронисом и Д. Ипсиланти.
Ипсиланти поручил ему организовать регулярные батальоны, но оценив его образование, способности, а также честность, осенью 1823 года поручил ему специальную миссию, совместно с его земляком Даниелем (Louis Stanislaw Daniel). Ипсиланти отправил двух французов во Францию и западно-европейские столицы, с целью активизировать деятельность филэллинских комитетов Западной Европы. Ипсиланти дал им задачу убедить филэллинские комитеты, что кроме материальной поддержки греческому восстанию, сражающаяся Греция ждала от них давления на свои правительства, которые в лучшем случае придерживались выжидательной политики, с тем чтобы они сменили свою позицию в Греческом вопросе.
Ипсиланти, хоть и был российским офицером, разочарованный политикой Российской империи, был вынужден обратить свои взоры к Франции, что и объясняет миссия порученная им двум французам, которые по прибытии во Францию вошли в контакт с государственными деятелями и институтами и информировали их о ходе и целях Освободительной войны греков.
Graillard и Daniel вернулись в Грецию в январе 1824 года, информировав Ипсиланти о своих контактах и результатах их акций. Ипсиланти остался доволен их деятельностью и поручил им новую миссию, вновь послав их во Францию с новыми инструкциями.
Ипсиланти будучи не только офицером но и политиком с дипломатическим видением обстановки, осознавал что для восставших греков были недостаточны военные победы на местах чтобы поставить на колени гигантскую на тот момент Османскую империю. Для достижения конечной цели была необходима дипломатическая поддержка Великих держав. Общественное мнение Европы с центром в Париже и Франции могла сыграть решающую роль в изменении протурецкой политики Держав и могла внести решающий вклад в благополучном решении Греческого вопроса.
Начало было положено во Франции и результаты были положительными и немедленными. Французская общественность первой вынудила своё правительство сменить политическую ориентацию в Греческом вопросе. Вершиной дипломатических перемен во Франции и в остальной Европе стало заключённая через три года Лондонская конвенция от 24 июня 1827 года которая привела к (хоть и не санкционированному Державами) Наваринскому сражению в октябре 1827 года.
Миссии двух французских филэллинов былиуспешными. Ипсиланти высоко оценил вклад Граяра и сделал его своим адъютантом.
В этом качестве Граяр принял участие в сражении у Лернейских мельниц против египтян Ибрагима-паши в июне 1825 года, где и отличился. Он получил много ранений и проявил мужество сражаясь и воодушевляя бойцов пока египтяне не бежали с поля боя.
За проявленное мужество в своём докладе правительству Д. Ипсиланти представил его к повышению в звание полковника.
В дальнейшем в качестве штабиста при Д. Ипсиланти он принял участие в походе по повторному освобождению Восточной Средней Греции и сражался в сражении у Фив (21 мая 1829) и в последнем и победном для греческого оружия сражении войны при Петра (12 сентября 1829).
Впоследствии Граяр обратил внимание командующего французского экспедиционного корпуса в Морее, Мезона, задачей которого было проконтролировать эвакуацию египетских войск Ибрагима, на продолжающееся разрушение Пелопоннеса египтянами.
Граяр и по окончании войны видел своё будущее с греческим народом. Он не только глубоко изучил его историю, но осознал его достоинства и недостатки. Его узы с участниками войны были такими, что он решил разделить с греками послевоенную разруху и нищету, вместо того чтобы вернуться во Францию, где родственные аристократические связи обеспечили бы ему комфортную жизнь.
После убийства первого президента страны И. Каподистрии, и при наступившем хаосе, по предложению Д. Ипсиланти указом номер 79 от 25 мая 1832 года Граяр был назначен генеральным директором регулярного корпуса, по сути начальником генштаба армии, но не смог предотвратить греческую междоусобицу.
Ему не удалось сохранить до конца дисциплину и удержать армию от участия в акциях междоусобицы.

## В Греческом королевстве
Восшедший на греческий престол несовершеннолетний баварец Оттон сделал Граяра своим адъютантом (февраль 1833). 4 месяцами спустя было принято решение о создании Греческой жандармерии и Граяру было поручено возглавить её.
Общепризнано (в Греции), что в качестве командующего жандармерии Граяр внёс в Грецию одну из наиважнейших служб, которую когда либо какой либо иностранец принёс возрождённому государству.
Будучи знаком с организационной структурой французской жандармерии, но и с менталитетом греков в этот бурный период, Граяр намеревался создать жандармский корпус с западно-европейскими стандартами, но удовлетворяющий требованиям и нуждам послевоенного греческого общества.
Поставив себе эту цель, он сделал французскую жандармерию свои прототипом, изучил её структуру и уставы, перевёл их на греческий язык и многие положения приспособил к греческой действительности.
Приняв назначения он потребовал две предпосылки которые были приняты Регентским советом.
Первая касалась выбора офицерского состава, который в конечном итоге был осуществлён им из ветеранов Освободительной войны, которые одновременно в ходе войны отличались честностью и нравственностью.
Второе условие касалось невмешательства армии и политики в дела жандармерии. Граяр лично обустраивал станции жандармерии в городах и сёлах, согласно их населению, экономики и географического положения. Он лично знал выбранных им людей и пункты жандармерии с периода Освободительной войны.
Работа Граяра по организации жандармерии была заслуженно оценена греками и иностранцами.
Его современник и земляк социолог Gustav Eiphthal писал: «Граяр сегодня возглавляет корпус жандармерии, который он полностью сформировал. Этот корпус является самым успешным военным институтом Греции».
Условия поставленные Граяром регентскому совету о невмешательстве армии и политики в дела жандармерии нарушались под разными предлогами.
Когда Граяр запросил увеличить состав жандармерии для выполнения её обязанностей, а правительство отвергло его запрос под предлогом отсутствия ресурсов, он сразу же подал в отставку.
13 января 1835 года Граяр был замещён на своём посту баварцем Максимилианом Роснером.
После отставки Граяр впал в немилость и была объявлена его отставка по состоянию здоровья. Чуть позже он был отозван и служил последовательно в качестве начальника гарнизона Афин и Месолонгиона, начальником отдела кадров военного министерства, председателем совета по реформации армии.
19 февраля 1848 года он был вновь назначен начальником жандармерии, однако всего пять месяцев после этого его противники добились включения жандармерии в состав армии. Граяр был переведен в армию в звании генерал-майора. В мае 1854 году он был демобилизован по состоянию здоровья в звании почётного генерал-лейтенанта.

### Сторонник Сен-Симона
В воссозданном греческом государстве Граяр отмежевался от титула филэллина, поскольку счёл его оскорбительным, по причине того что многие из так называемых иностранцев филэллинов были авантюристами и даже агентами, которые торговали своими услугами туркам. Историки отмечают этот его шаг, не только потому что он был редким, но и потому что он характеризует его как человека и его воззрения в целом
Как и некоторые другие французские филэллины он был сторонником Сен Симона и его идей о реформации общества
В период 1833-35 годов в Греческом королевстве была отмечена деятельность т. н. Сен-Симоновного общества (Σαινσιμονική Εταιρεία), которая была негативно встречена Регентским советом правившим страной от имени несовершеннолетнего Оттона. В королевском указе от 19 сентября 1834 года отмечалось что «тенденции Сенсимоновой секты ни коим образом не соответствуют принципам права и законности». Регентский совет требовал провести расследования и гонения, если будет сочтено необходимым, иностранные граждане должны быть депортированы из Греческого королевства".
Граяр был известным и видным деятелем Общества, но кроме и без того натянутых отношений с Регентским советом, дело не завершилось для него депортацией из страны.
В мае 1835 года он представил на имя короля Оттона меморандум (на французском) под заголовком «Mémoire sur la loi du développement de la civilisation Hellénique Moderne», где открыто заявлял что является сторонником идей Сен-Симона и пытался убедить Регентский совет поддержать идеи самого известного члена Общества, Гюстава д Эйхталя, о колонизации страны.
Согласно его технико-экономическому плану, страна могла стать процветающей и даже играть важную роль в всемирной цивилизации, если она будет методически организована и использует свои природные ресурсы. Граяр осознавал что решениями Великих держав возрождённое государство было территориально ограниченно лишь Пелопоннесом — Средней Грецией и Кикладскими островами а греческий монарх был связан обязательствами не предпринимать военных действий по освобождению других греческих земель, всё ещё находившихся под контролем Османской империи. Но он был против военных приготовлений Оттона и его окружения с целью расширения территории Греческого королевства, считая это мошенничеством и предательством в ущерб греческого народа, который нуждался в длительном периоде мира, чтобы отстроить разрушенную страну.

## Последние годы
Уйдя в отставку Граяр уединился в своём доме в афинском предместье Кифисия.
Как и в годы своей службы, Граяр был тесно связан с французскими политическими кругами Афин, но везде и всегда оказывал своё влияние на благо своей второй Родины и любимых им греков.
В периоды обострений франко-греческих отношений он смягчал накал страстей. (Особенно это было заметно в период 1840—1847 годов, когда послом Франции в Афинах был вспыльчивый Теобальд Пискатори).
Граяр не написал ни одной книги о греческих делах. Но его размышления и идеи, его любовь к Греции и грекам прослеживаются в сотнях его рукописей, которые хранятся в архивах Исторической и этнологической Гетерии Греции, включая досье Военного министерства, полиции, жандармерии, Министерства внутренних дел, Генерального архива Греции.
Он был личным другом политика Иоанниса Колеттиса и герцогини Софи де Марбуа.
Граяр умер 9 мая 1863 года в Кифисия. Был похоронен с большими почестями.
Граяр был награждён французским Орденом Почётного легиона и греческими Серебряным Отличием Греческой независимости (Αργυρό Αριστείο της Ελληνικής Ανεξαρτησίας) и Золотым Крестом Ордена Спасителя.
Оставшись неженатым и без наследников, он завещал всё своё небольшое состояние своему другу, бывшему мэру Афин, Иоаннису Кониарису.